# 薄叶密花艾纳香
薄叶密花艾纳香（学名：Blumea densiflora var. hookeri）为菊科艾纳香属下的一个变种。

## 扩展阅读
- 維基物種上的相關：薄叶密花艾纳香